# 鲁德尼亚 (罗夫诺区)
51°7′1″N 26°11′20″E / 51.11694°N 26.18889°E
魯德尼亞（烏克蘭語：Рудня），是烏克蘭西北部的村莊，隸屬罗夫诺州的罗夫诺区。該村面積1.81平方公里，海拔高度169米，2001年人口362，人口密度每平方公里200人。